# Entnahme
Unter Entnahmen versteht man im Gesellschaftsrecht sämtliche vermögenswerten Zuwendungen einer Personengesellschaft an ihre Gesellschafter. Auch bei Einzelunternehmen wird der Begriff verwendet, wenn der Inhaber Vermögenswerte oder Leistungen aus seinem Unternehmen für private Zwecke entnimmt. Der Gegensatz zur Entnahme ist die Einlage.

## Allgemeines
Der Begriff der Entnahmen stammt aus dem Handelsrecht und wurde später vom Steuerrecht übernommen, da es sich bei Entnahmen auch um steuerlich relevante Vorgänge handelt. Entnahmen gibt es nur bei Personengesellschaften und Einzelunternehmen. Kapitalgesellschaften haben keine Privatsphäre, die Überführung von Vermögensgegenständen aus dem Betriebsvermögen einer Kapitalgesellschaft in die Privatsphäre eines Anteilseigners/Gesellschafters führt zu einer offenen oder verdeckten Gewinnausschüttung.

## Handelsrecht
Der Begriff der Entnahme wird handelsrechtlich nicht legaldefiniert. Vielmehr spricht die zentrale Vorschrift des § 122 HGB vom Recht des Gesellschafters, aus der „Gesellschaftskasse Geld … zu erheben…“ Die Entnahmevorschriften gelten für die OHG, KG und Einzelunternehmen. Das bilanzielle Eigenkapital ergibt sich bei diesen Rechtsformen aus dem Saldo der Kapitaleinlagen, der Entnahmen und dem Gewinn oder Verlust eines Geschäftsjahres.

### Entnahmen
Entnahmen mindern stets das Eigenkapital, nicht jedoch den Gewinn der Gesellschaft; sie erfolgen regelmäßig zu Lasten des Kapitalanteils. Jeder Gesellschafter darf seiner Gesellschaft – unabhängig vom Gewinn – Gesellschaftsvermögen entziehen. In § 122 Abs. 2 HGB ist jedoch hierfür eine Obergrenze vorgeschrieben, wonach ein Gesellschafter ohne Zustimmung der anderen bis zu 4 % seines variablen Kapitalanteils entnehmen darf, sofern sein Gewinnanteil niedriger ist als diese Obergrenze (§ 122 Abs. 1 HGB). Darüber hinausgehende Gewinnanteile und alle Verlustanteile werden nach § 121 Abs. 3 HGB gleichmäßig „nach Köpfen“ verteilt und von ihren Kapitalanteilen abgezogen. § 122 HGB gilt nach § 161 Abs. 2 HGB auch für den Komplementär der KG. Soweit der Kapitalanteil durch Entnahmen (oder Verluste) negativ wird, ist der den Kapitalanteil übersteigende Verlust am Bilanzstichtag analog § 264 Abs. 1 Satz 5 HGB in Verbindung mit § 268 Abs. 3 HGB als „nicht durch Vermögenseinlagen gedeckter Verlustanteil persönlich haftender Gesellschafter“ zu aktivieren.

### Arten der Entnahme
- Gewinnentnahme: Der dem Kapitalanteil des Gesellschafters nach § 120 Abs. 2 HGB gutgeschriebene anteilige Unternehmensgewinn stellt einen Gewinnanspruch des Gesellschafters dar,[1] den er durch Entnahme realisieren kann.
- Kapitalentnahme: das Recht auf Kapitalentnahme besteht unabhängig von einer Gewinn- oder Verlustsituation der Gesellschaft.[1] Nur Gesellschafter mit einem positiven Kapitalanteil können eine Kapitalentnahme vornehmen.
- Steuerentnahme: Die Gesellschafter dürfen die auf sie entfallenden laufenden Steuern für ihren anteiligen Gewinn aus der Personengesellschaft entnehmen. Das kann nach allgemeiner Ansicht aus § 122 Abs. 1 Alt. 2 HGB als Gewinnentnahme abgeleitet werden,[2] auch wenn nach Ansicht des BGH „das Gesetz kein Steuerentnahmerecht neben dem Anspruch aus § 122 HGB kennt“.[3] Die Steuerentnahme soll nur die gesellschaftsbezogenen Steuern decken, nicht auch die sonstigen Steuerschulden des Gesellschafters.[4]
- Privatentnahme: durch Gesellschafter dem Unternehmen entzogene Vermögenswerte, die in den privaten Bereich des Gesellschafters übertragen werden und nichtunternehmerischen Zwecken dienen. Nutzt etwa der Gesellschafter einen Firmenwagen für private Zwecke, so sind die nichtunternehmerischen Aufwendungen (Benzinkosten) aus den Betriebsausgaben der Gewinn- und Verlustrechnung herauszurechnen und als Privatentnahme eigenkapitalmindernd zu verbuchen. Dadurch mindert sie nicht den Gewinn, sondern gilt als vorweggenommene Gewinnauszahlung.

### Verteilung der Gewinne und Verluste
Die Regelungen über die Gewinn- und Verlustverteilung finden sich für die OHG in § 120 bis § 122 HGB und für die KG in § 167 bis § 169 HGB. Diese Verteilung erfolgt in drei Stufen:
- Ergebnisfeststellung: durch Aufstellung und Feststellung des Jahresabschlusses;
- Ergebnisverteilung: durch Zuweisung kraft Gesetzes oder Gesellschaftsvertrages auf jeden Gesellschafter;
- Entnahme: nach der Zuweisung kann jeder Gesellschafter seine Kapital- und Gewinnentnahmerechte geltend machen.

Ablauftechnisch ist also die Entnahme der letzte Prozess der Gewinn- und Verlustverteilung einer Personengesellschaft. Die Verteilung der Gewinne ist – als abdingbares Recht – in § 121 HGB vorgesehen. Strikt zu trennen ist der Gewinnanspruch vom Recht auf Entnahmen. Während sich der Gewinnanspruch auf die rechnerische Zuordnung des anteiligen Gewinns auf den Kapitalanteil des Gesellschafters bezieht, regelt das Entnahmerecht, welchen Anteil er von Kapital und Gewinn zur Auszahlung verlangen kann. Die Gesellschafter haben Anspruch darauf, dass ihr Gewinn ihrem Kapitalanteil zugeschrieben wird (§ 120 Abs. 2 HGB).

### Gesellschafterkonten
In der Buchführung eines Unternehmens sind in der Regel Sachkonten eingerichtet, auf denen Privatentnahmen gesondert verbucht und als Unterkonten zur Bilanzposition Eigenkapital geführt werden. Nach §§ 120 ff. HGB hat jeder Gesellschafter einer OHG (und Komplementäre einer KG) einen einzigen variablen Kapitalanteil, dessen Höhe sich durch Entnahmen und Einlagen (§ 122 Abs. 1 HGB) und durch Gewinn- und Verlustanteile (§ 122 Abs. 2 HGB) verändert. Bei der GmbH & Co. KG steht der GmbH als Komplementärin ebenfalls ein Recht auf Entnahmen gemäß § 122 HGB zu. In Gesellschaftsverträgen wird häufig mehr Übersicht geschaffen, indem für jeden Gesellschafter mehrere Kapitalkonten geführt werden. Im Gesellschaftsvertrag werden dann feste Kapitalkonten für jeden Gesellschafter vereinbart, die die Grundlage für die Gewinnverteilung darstellen. Es handelt sich typischerweise um das feste (fixe) Kapitalkonto (Kapitalkonto I) und das variable Kapitalkonto (Kapitalkonto II). Während das Kapitalkonto I die Beteiligung am Gewinn und Verlust zum Ausdruck bringt, werden auf dem Kapitalkonto II unter anderem die Privatentnahmen und Privateinlagen des Gesellschafters verbucht. Etwaige Privatkonten sind als Fremdkapital auszuweisen.

## Steuerrecht
Steuerrechtlich sind Entnahmen in § 4 Abs. 1 Satz 2 EStG geregelt und betreffen
- die Überführung eines Vermögensgegenstandes aus einem Betriebsvermögen in ein Privatvermögen oder
- die Nutzung von Betriebsvermögen für betriebsfremde Zwecke oder
- die Inanspruchnahme betrieblicher Leistungen für betriebsfremde Zwecke.
- Einer Entnahme gleich steht die Überführung eines Vermögensgegenstandes aus einer inländischen Betriebsstätte in eine ausländische Betriebsstätte (§ 4 Abs. 1 Satz 3 bis 5 EStG).

### Beispiele
- Geldentnahme: Ein Unternehmer zahlt mit dem Geld aus der Firmenkasse Lebensmittel für seinen Privathaushalt oder überweist vom Firmenkonto seine Einkommensteuervorauszahlung.
- Sachentnahme: Ein Unternehmer schenkt ein zum Betriebsvermögen gehörendes Auto seiner Tochter zum Geburtstag.
- Nutzungsentnahme: Ein Unternehmer nutzt ein zum Betriebsvermögen gehörendes Auto (Firmenwagen) für private Besorgungen und die Fahrt in den Urlaub.
- Leistungsentnahme: Ein Unternehmer lässt den Rasen im Garten seines Privatanwesens von Arbeitnehmern des Betriebs pflegen.
- Überentnahme: Von einer Überentnahme wird gesprochen, wenn in einem Wirtschaftsjahr die getätigten Entnahmen die Summe aus Einlagen und Gewinn übersteigen.[7] Die betrieblichen Schuldzinsen daraus sind nur noch begrenzt als Betriebsausgabe abziehbar sind (§ 4 Abs. 4a Satz 2 EStG).

### Ertragsteuer
Entnahmen mindern das Betriebsvermögen und damit das Eigenkapital. Bei einer Gewinnermittlung durch Betriebsvermögensvergleich müssen deshalb Entnahmen dem Gewinn hinzugerechnet werden (§ 4 Abs. 1 Satz 1 EStG).

### Umsatzsteuer
Die Entnahme eines Vermögensgegenstandes wird umsatzsteuerlich wie eine Lieferung gegen Entgelt behandelt (§ 3 Abs. 1b Satz 1 UStG).
Die Entnahme von Nutzungen und Leistungen wird umsatzsteuerlich wie eine sonstige Leistung behandelt (§ 3 Abs. 9a Satz 1 UStG).
Siehe auch: Unentgeltliche Wertabgabe.

## Entnahmedeckungsrate
Im Zusammenhang mit getätigten Entnahmen gibt es eine betriebswirtschaftliche Kennzahl, die aussagt, inwieweit ein Unternehmen in der Lage war, mit seinem Cashflow die Entnahmen der Gesellschafter zu finanzieren:
{\displaystyle {\text{Entnahmendeckungsrate}}={\frac {\text{Cashflow}}{\text{Entnahmen}}}}
Ist diese Entnahmendeckungsrate gestiegen, so liegt das entweder an absolut gesunkenen Entnahmen oder an einem gestiegenen Cashflow und umgekehrt. Auf jeden Fall muss die Entnahmendeckungsrate >1 sein, da ansonsten die Gesellschafter dem Unternehmen mehr Liquidität entziehen als es durch den Umsatzprozess generiert hat.